# West Wickham
West Wickham est une banlieue du borough londonien de Bromley. Elle compte environ 14 000 habitants. 

## Histoire
West Wickham est un petit village fermier jusqu'à la fin du XIXe siècle. L'arrivée du chemin de fer, en 1882, marque le début de son expansion et de sa transformation en banlieue de Londres, achevée dans les années 1930. Situé à l'origine dans le Kent, West Wickham est intégré au borough londonien de Bromley en 1965.

## Personnalités
- l'écrivain Enid Blyton
- le poète Thomas Carew
- le DJ et producteur Skream